# Ammerschwihr
Ammerschwihr (Duits: Ammerschweier)  is een gemeente en Elzassisch wijnstadje in het Franse departement Haut-Rhin (regio Grand Est) en telde op 1 januari 2022 1.594 inwoners.. De plaats maakt deel uit van het arrondissement Colmar-Ribeauvillé. Het wijnstadje staat bekend om haar 67 ha grote unieke wijngebied genaamd De Kaefferkopf, dit wijngebied wordt voor het eerst genoemd in het Kadaster van de Abdij van Pairis in 1328. 

## Geografie
De oppervlakte van Ammerschwihr bedroeg op 1 januari 2022 19,66 vierkante kilometer; de bevolkingsdichtheid was toen 81,1 inwoners per km².

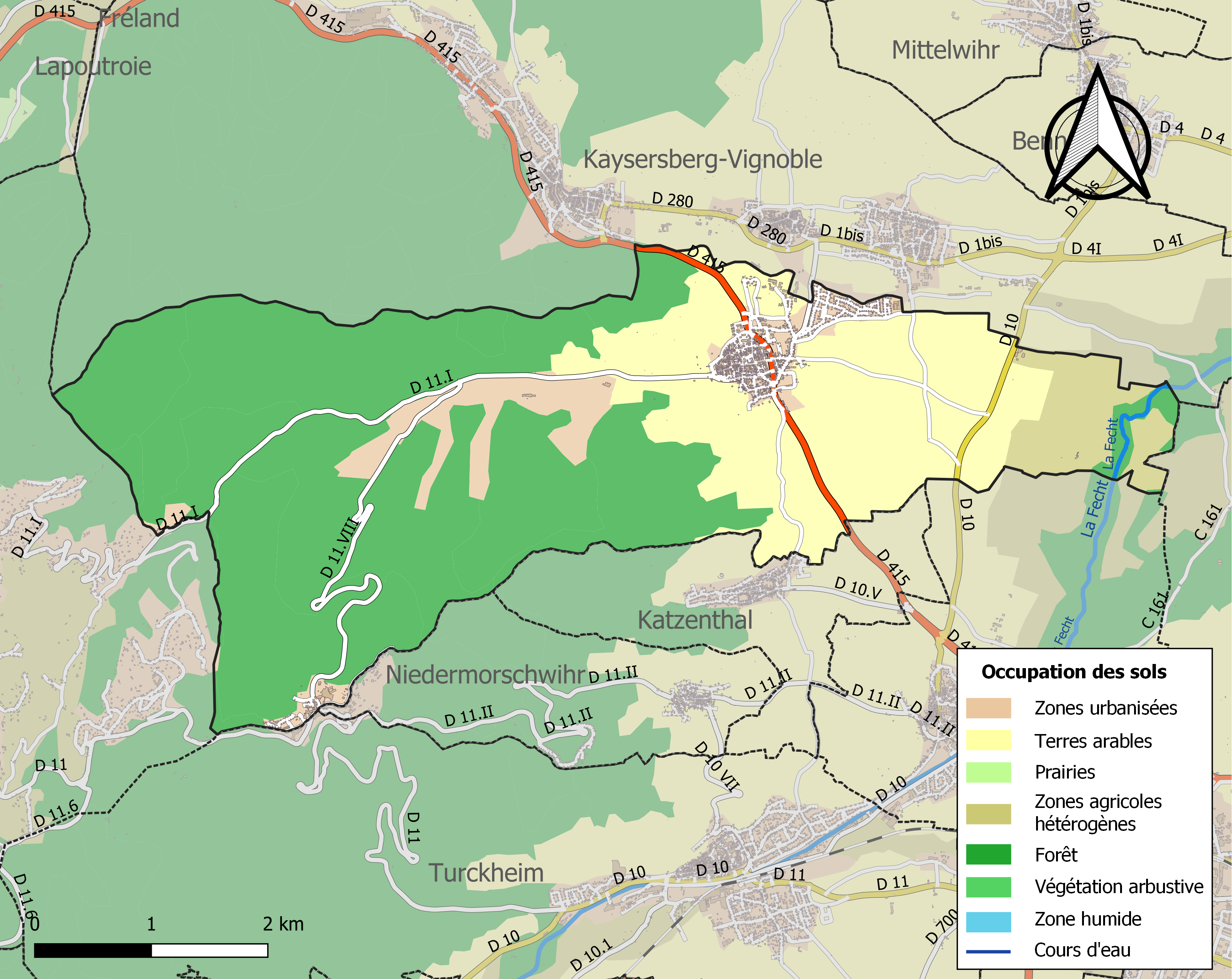
Kaart van de gemeente met de belangrijkste infrastructuur, bodemgebruik en omliggende gemeenten

## Demografie
Onderstaande figuur toont het verloop van het inwonertal (bron: INSEE-tellingen).